# Juice WRLD
Jarad Anthony Higgins (Chicago, Illinois, 2 de diciembre de 1998 - Oak Lawn, Illinois; 8 de diciembre de 2019), conocido por su nombre artístico Juice WRLD, fue un rapero estadounidense.  
A lo largo de su carrera musical de cuatro años, fue una figura destacada en los géneros de emo y rap de SoundCloud, que atrajeron la atención del público general a mediados y finales de la década de 2010. Su nombre artístico, que según él representa «conquistar el mundo», se deriva de la película de suspenso criminal Juice (1992).
Obtuvo gran reconocimiento por los sencillos «All Girls Are the Same» y «Lucid Dreams».
Recibió reconocimiento general en 2018, después del lanzamiento de la canción «Lucid Dreams», que alcanzó el puesto número dos en la lista Billboard Hot 100; más tarde firmó un acuerdo de grabación con Grade A Productions de Lil Bibby e Interscope Records. «Lucid Dreams» actuó como el segundo sencillo de su álbum de estudio debut Goodbye & Good Riddance (2018), que alcanzó la posición número seis en la lista Billboard 200, y recibió la certificación de platino por parte de la RIAA. El álbum contiene los famosos sencillos «All Girls Are The Same», «Armed And Dangerous», «Lean wit Me» y «Wasted», todos lo cuales aparecieron en la lista Billboard Hot 100.
Después de colaborar con Future en el mixtape Wrld on Drugs (2018), Juice WRLD lanzó su segundo álbum de estudio, Death Race for Love, en 2019. Fue precedido por los sencillos «Robbery» y «Hear Me Calling», con el primero haciendo su debut en la posición número 27 de la lista Billboard Hot 100. Death Race For Love debutó en el puesto número uno del Billboard 200, y recibió una crítica generalmente positiva.
El 17 de abril de 2020, se lanzó el sencillo «No Me Ame», una colaboración multilingüe entre Higgins, el productor discográfico jamaicano Rvssian y el rapero puertorriqueño Anuel AA. Una imagen de Higgins generada por computadora como un ángel aparece en el fondo del video musical de dicha canción.
El 10 de julio de 2020, salió su primer álbum póstumo llamado Legends Never Die. Este cuenta con colaboraciones de Trippie Redd, Marshmello, Polo G, Skrillex, The Kid Laroi, The Weeknd y Halsey.

## Primeros años
Jarad Anthony Higgins nació el 2 de diciembre de 1998 en Chicago, Illinois. En 1999, se mudó a Homewood, Illinois donde asistió a la escuela Homewood-Flossmoor. Los padres de Higgins se divorciaron cuando él tenía tres años y su padre se fue, dejando a su madre junto a su hermano mayor. La madre de Higgins era muy conservadora, y no dejaba que Higgins escuchara hip-hop, aunque sí permitía que escuchara canciones de rock y pop que aparecían en videojuegos como Guitar Hero y Pro Skater de Tony Hawk, que presentaron a Higgins a artistas como Billy Idol, Blink-182, Black Sabbath, Fall Out Boy, Megadeth y Panic at the Disco.
Higgins era un gran consumidor de drogas durante su infancia y adolescencia. Comenzó a beber lean en sexto grado y a usar opioides y xanax en 2013. Higgins también fumaba cigarrillos, y dejó de fumar en su último año de escuela secundaria debido a problemas de salud. A partir de ese momento comenzó a fumar solamente marihuana.
El interés de Higgins por aprender a tocar instrumentos empezó a los cuatro años, inspirándose en su madre, quien empezó a pagarle lecciones de piano, seguidas de guitarra y batería. Higgins también tocó la trompeta en su adolescencia. Adquirió interés en el rap durante su segundo año en el instituto.

## Carrera
Higgins comenzó a desarrollarse como artista en su primer año de la escuela secundaria. Su primera canción, «Forever», fue lanzada en SoundCloud en 2015 bajo el nombre de JuicetheKidd. Higgins grabó la mayoría de sus primeras canciones en un teléfono móvil. Su nombre cambió de JuicetheKidd a Juice WRLD, un nombre inspirado en su apreciación por el rapero Tupac Shakur y su parte en la película Juice porque «representa conquistar el mundo».
Su primera canción producida con el productor Nick Mira, «Too Much Cash», fue lanzada en 2017. Mientras publicaba proyectos y canciones en SoundCloud, Higgins trabajó en una fábrica, pero fue despedido dos semanas después al encontrarse insatisfecho con el trabajo. Después de unirse al colectivo de Internet Internet Money, Higgins lanzó su primer EP de larga duración 9 9 9 el 15 de junio de 2017, con la canción «Lucid Dreams» alcanzando popularidad en la plataforma.
A mediados de 2017, el artista comenzó a recibir atención de artistas como Waka Flocka Flame y Southside, así como de los artistas de Chicago Lil Bibby y G Herbo. Firmó con el sello discográfico Grade A Productions posteriormente.
En diciembre de 2017, Higgins lanzó el EP de tres canciones Nothings Different. En febrero de 2018, se lanzó el vídeo musical de «All Girls Are the Same» dirigido por Cole Bennett. Luego del lanzamiento del vídeo, Higgins firmó con Interscope Records por $ 3 000 000 USD y lanzó un remix de la canción en colaboración con Lil Uzi Vert. «All Girls Are the Same» fue elogiada por la crítica, al recibir la designación de 'Mejor Música Nueva' por parte de la revista Pitchfork. Esta canción y «Lucid Dreams» fueron las primeras apariciones de Higgins en las listas de Billboard, debutando en el número 92 y 74 en el Hot 100 respectivamente.
En mayo de 2018, «Lucid Dreams» se lanzó oficialmente como sencillo junto con su vídeo musical. El tema alcanzó el puesto número dos en el Billboard Hot 100 y rápidamente se convirtió en una de las canciones con mayor cantidad de reproduciones en 2018. Higgins lanzó su primer álbum de estudio Goodbye & Good Riddance, el 23 de mayo de 2018. El 19 de junio de 2018, lanzó un EP de dos canciones, Too Soon.., dedicado a los raperos fallecidos Lil Peep y XXXTentacion.
El primer sencillo de Higgins como Juice WRLD en colaboración con Lil Uzi Vert se lanzó el 10 de julio de 2018, titulado «Wasted». La canción fue añadida a Goodbye & Good Riddance y debutó en el número 67 del Billboard Hot 100. Al día siguiente, Higgins anunció que estaba trabajando en su próximo álbum. Tras una serie de filtraciones, el productor de Higgins, Danny Wolf, lanzó «Motions» en SoundCloud, dando a la canción una publicación oficial. El 20 de julio de 2018, Higgins anunció su primera gira, «WRLD Domination», con la participación de artistas como YBN Cordae y Lil Mosey.
Higgins colaboró con el rapero Travis Scott en la canción «NO BYSTANDERS», parte del álbum ASTROWORLD, que alcanzó su máxima posición en el número 31 del Hot 100. También tuvo su primer debut en la televisión nocturna interpretando la canción «Lucid Dreams» en Jimmy Kimmel Live! el 8 de agosto de 2018. El 15 de octubre de 2018, se publicó el vídeo musical de la canción «Armed & Dangerous» y también se lanzó el primer sencillo del álbum del dúo conformado por Higgins y Future Wrld on Drugs, llamado «Fine China». Wrld on Drugs, el segundo mixtape de Higgins se lanzó el 19 de octubre de 2018, a través de Epic Records. También participó en la banda sonora de Spider-Man: Un nuevo universo.
En diciembre de 2018, Ski Mask the Slump God confirmó que él y Juice WRLD iban a lanzar una mixtape conjunta llamada Evil Twins en 2019. El dúo también anunció una gira en 2019 con 30 conciertos en Norteamérica, además de anunciar el lanzamiento de su segundo álbum de estudio, Death Race for Love, el 8 de marzo de 2019. En febrero, se embarcó en The Nicki Wrld Tour junto a Nicki Minaj.
El 9 de abril de 2019, se lanzó el vídeo musical de la canción «Fast» y el 4 de octubre del mismo año el vídeo musical de «Bandit» junto a NBA Youngboy, que sería su último lanzamiento musical en vida.

## Lanzamientos póstumos

### 2020:Legends Never Die
La primera aparición póstuma de Higgins fue en el decimoprimer álbum de estudio de Eminem, Music to Be Murdered By, en la canción "Godzilla", lanzado el 17 de enero de 2020, la cual tuvo mucho éxito y alcanzó el número 3 en el Billboard Hot 100.
En enero de 2020, un mes después de la muerte de Juice WRLD, se informó que se grabaron al menos dos mil canciones antes del fallecimiento del rapero. 26 de estos fueron filtrados en la plataforma de transmisión SoundCloud por el usuario "999 WRLD".

El 22 de enero de 2020, miembros de su familia y equipo de Grade A Productions publicaron un anuncio en la cuenta de Instagram de Higgins. El anuncio agradeció a los fanáticos su adoración por Higgins y confirmó su intención de lanzar música en la que todavía estaba trabajando en el momento de su muerte. El sello de Juice (Grade A) y su familia publicaron una declaración sobre su música inédita:
Desde el fondo de nuestros corazones, queremos agradecer a todos y cada uno de ustedes por su adoración y amor por Juice. Ustedes significaron el mundo entero para Juice y al escuchar su música, ver sus videos y compartir sus historias sobre él, mantienen viva su memoria para siempre. Planeamos honrar los talentos de Juice, su espíritu y el amor que sentía por sus fanáticos al compartir música inédita y otros proyectos que estaba desarrollando apasionadamente. Habrá un homenaje público en Chicago, los detalles se compartirán pronto. Con amor, la familia de Juice y el equipo de Grade A.
Higgins se incluyó en la canción principal del cuarto álbum de estudio PTSD de G Herbo, lanzado el 28 de febrero de 2020. La canción también presenta voces de Lil Uzi Vert y Chance The Rapper. «PTSD» marcó la primera vez que Higgins y Lil Uzi Vert habían colaborado en una canción desde «Wasted».
El 13 de marzo de 2020, se lanzó una remezcla del sencillo «Suicidal», del álbum debut de YNW Melly, Melly vs. Melvin, con voces de Higgins. El remix incluía un verso y un outro diferente que Higgins había grabado. La canción volvió a aparecer en el Billboard Hot 100 y alcanzó el número 20 después del lanzamiento del remix.
El 17 de abril de 2020, se lanzó el sencillo «No Me Ame», una colaboración multilingüe entre Higgins, el productor discográfico jamaicano Rvssian y el rapero puertorriqueño Anuel AA. Una imagen generada por computadora de Higgins como un ángel aparece en el fondo del videoclip musical.
El 23 de abril de 2020, el patrimonio de Higgins anunció en su cuenta de Instagram que su primer sencillo póstumo, "Righteous", sería lanzado a la medianoche del 24 de abril de 2020 junto con un video musical con imágenes de Higgins subido a YouTube. Higgins grabó la canción en su estudio casero en Los Ángeles. El 29 de mayo, la canción "Tell Me U Luv Me" con Trippie Redd fue lanzada junto con un video musical dirigido por Cole Bennett. Estas canciones se incluirán en su primer álbum póstumo, titulado The Outsiders, que luego se cambió a Legends Never Die. El 12 de junio de 2020, Juice WRLD también colaboró con el rapero australiano The Kid Laroi (a quien Juice fue mentor) en la canción "Go".
El 6 de julio, la herencia de Higgins anunció públicamente el primer álbum póstumo del difunto rapero, Legends Never Die. El mismo día, también se lanzó Life's a Mess, una colaboración con Halsey y unos días después, el 8 de julio, Come & Go, con Marshmello. El álbum fue lanzado el 10 de julio de 2020, con 21 canciones y 4 sencillos que, según la herencia de Higgins, "mejor representa la música que Juice estaba en proceso de crear". El álbum debutó en el númeri uno en el Billboard 200. Cinco de sus canciones alcanzaron el top 10 del 100 en la semana terminando el 25 de julio: "Come & Go", "Wishing Well", "Conversations", "Life's a Mess", y "Hate the Other Side" (una colaboración con Polo G y the Kid Laroi), alcanzaron el número dos, siete, nueve, y diez, respectivamente. Higgins es el tercer aritsta en lograr esto; los otros siendo the Beatles y Drake. "Life's a Mess" saltó del número 74 al número 9 esa semana. "Wishing Well", que había sido fuertemente criticado luego del lanzamiento del álbum, fue enviada a la radio rítmica contemporánea como el quinto sencillo del álbum el 28 de julio. El 6 de agosto, "Smile" con the Weeknd fue lanzada como un sencillo. "Smile" había sido previamente filtrada en YouTube y SoundCloud bajo el título "Sad" más un año antes, aunque con un verso de apertura en lugar del de the Weeknd.
El 23 de octubre, Lil Bibby confirmó que un segundo álbum póstumo estaba en proceso. El 2 de diciembre, que hubiera sido el cumpleaños número 22 de Higgins, Benny Blanco lanzó un sencillo en colaboración titulado "Real Shit". Seis díasdespués, el 8 de diciembre, en el aniversario de su muerte, "Reminds Me of You" en colaboración con the Kid Laroi fue lanzado. En 2020, Higgins fue reproducido en Spotify más de 5.900 millones de veces, convirtiéndolo en el cuarto artista más reproducido en el mundo.

### 2021:Fighting DemonsyInto the Abyss
El 15 de enero, la herencia de Higgins lanzó "Bad Boy", una colaboración con Young Thug, que fue acompañado por un video musical dirigido por Cole Bennett grabado completamente antes de la muerte de Higgins; esto marca la colaboración final entre el director y el artista antes de la muerte de este. El 5 de marzo, "Life's a Mess II", una versión alternativa del track "Life's a Mess" de Legends Never Die, en colaboración con Clever y Post Malone fue lanzada. El 28 de mayo, el álbum completo de debut de Higgins  Goodbye & Good Riddance fue relanzado para conmemorar su tercer aniversario; el relanzamiento incluyó dos nuevas canciones, una titulada "734" y el otro siendo un remix de "Lucid Dreams" en colaboración con Lil Uzi Vert. El sencillo de 2018 "Armed and Dangerous", que fue incluido en la reedición del álbum de Spotify y Tidal de 2018, fue excluido de la lista de canciones revisada.
Luego del relanzamiento de Goodbye & Good Riddance, otro proyecto póstumo titulado The Party Never Ends fue insinuado por el equipo de Higgins. El 11 de junio, dos pistas que incluían a Higgins fueron lanzadas; "Antisocial" del álbum de Migos Culture III, y "Can't Leave You Alone" del álbum de Maroon 5 Jordi. El 20 de agosto, "Matt Hardy 999", una canción en colaboración con Higgins del álbum de Trippie Redd Trip at Knight, fue lanzada. Higgins también apareció en el álbum de Young Thug Punk, que fue lanzado el 15 de octubre. El 11 de noviembre, la herencia de Higgins anunció que su segundo álbum Fighting Demons, un producto licenciado para el documental Juice Wrld: Into the Abyss, sería lanzado el 10 de diciembre. El álbum fue acompañado por tres sencillos: "Already Dead", "Wandered to LA" en colaboración con Justin Bieber, y "Girl of My Dreams" en colaboración con Suga de BTS. La primera pista fue lanada el 12 de noviembre, el segundo el 3 de diciembre, y el tercero el 10 de diciembre. La última pista "Girl of My Dreams", lanzado como un lanzamiento digital independiente, sirvió como el primer sencillo promocioal de Fighting Demons (2021) e hizo merecedor a Higgins de su primer número uno en la tabla Digital Songs Billboard. El 16 de diciembre, Juice Wrld: Into the Abyss fue lanzado en HBO Max como parte de la serie de Music Box. El film se enfoca en la lucha de Higgins con sus problemtas mentales y el abuso de sustancias con el uso de material de archivo, además de entrevistas con los amigos de Higgins, familia y asociados.

### 2022:Fighting Demonsdeluxe y varios sencillos
A principios de 2022, una versión extendida de "Go Hard," titulada "Go Hard 2.0," fue agregada a la lista de canciones de Fighting Demons, en adición de dos canciones no lanzadas previamente, "Cigarettes" y "Sometimes;" "Cigarettes" debutó en el número 43 en el Billboard Hot 100, mientras que "Sometimes" debutó en el número 57. El 26 de agosto, Higgins apareció en la pista "Juice Wrld Did" del álbum de DJ Khaled God Did. En una entrevista con Jay-Z, Khaled reveló que eligió agregar la canción a su álbum como tributo a Higgins luego de que Lil Bibby se acercara a él y apoyara su inclusión. El 14 de octubre, "Bye Bye," un sencillo en colaboración con Marshmello, fue lanzado junto a un video musical. El 28 de octubre, la herencia de Higgins lanzó la canción "In My Head;" previo a su lanzamiento, un fragmento de la pista de 30 segundos fue subido a su página oficial de Spotify bajo el título "Rush Hour." La canción fue acompañada por un video musical dirigido por Steve Cannon y Chris Long que representa a Higgins grabando música y turisteando en varios puntos de su carrera con el uso de material de archivo.

### 2023-2024:The Party Never Ends
El 4 de febrero de 2023, el patrimonio de Higgins anunció que su quinto y último álbum de estudio, The Party Never Ends, estaba en desarrollo. Un track de dos canciones, The Pre-Party, fue lanzado el 9 de septiembre de 2024, como una previa al álbum.Finalmente, el 15 de noviembre lanzaría un último sencillo previo al álbum, titulado 'AGATS2 (Insecure)', con la presencia de Nicki Minaj. La canción se presenta como una continuación de "All Girls Are The Same", e incluye la voz de Halsey en el coro. Logró debutar en el puesto #68 del Billboard Hot 100. Una semana después, Higgins también formaría parte de una canción con Nicki Minaj, participando en "Arctic Tundra", colaboración que existía y fue filtrada años atrás, como parte de una edición especial conmemorando el décimo aniversario del álbum The Pinkprint. Para el mismo, Minaj lanzó la edición vinilo del disco y sorprendió a sus fanáticos con una edición deluxe que incluyó cuatro canciones previamente filtradas, oficializando su lanzamiento en las plataformas digitales, entre ellas, "Arctic Tundra".

## Fallecimiento

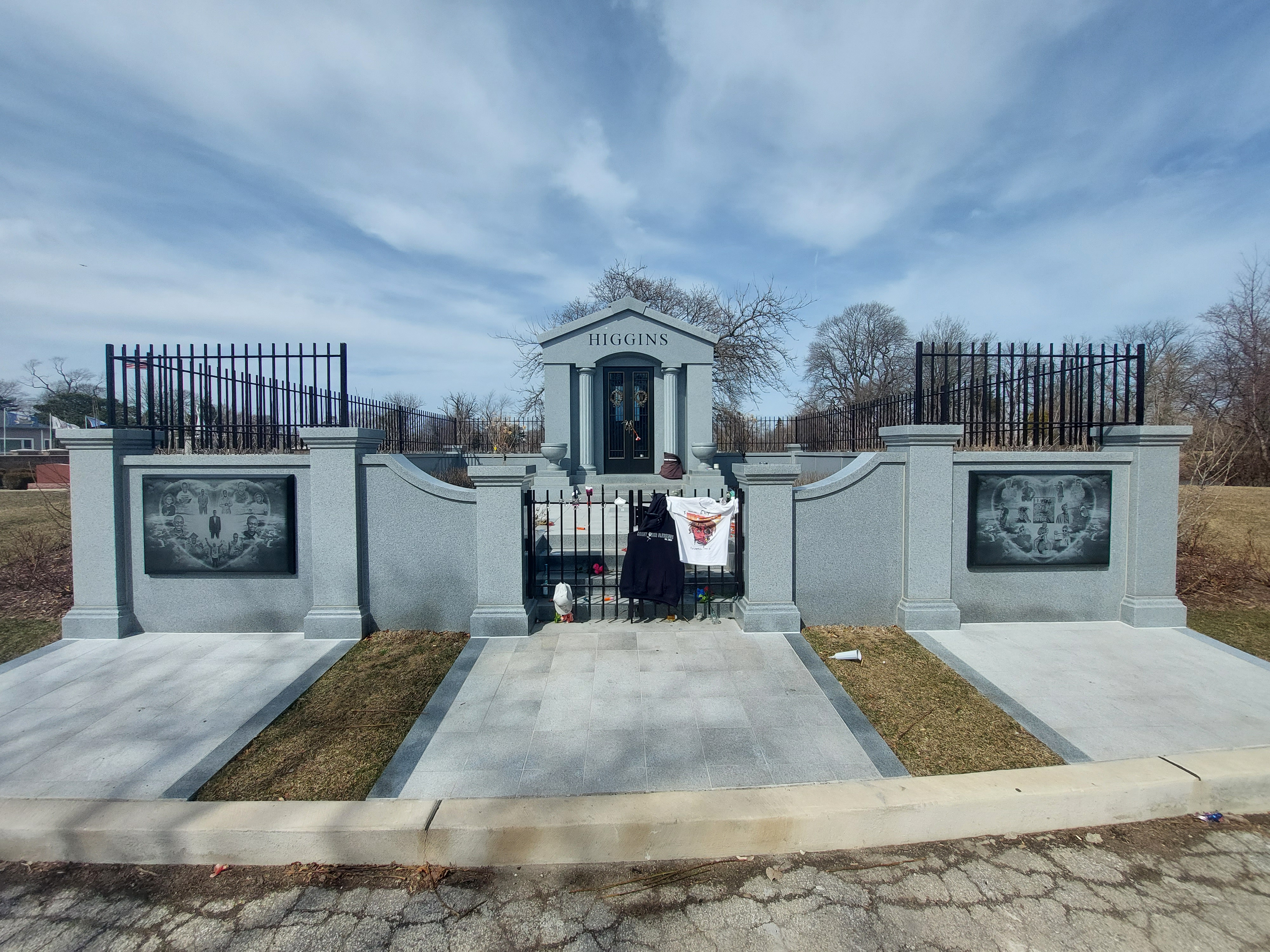
Mausoleo de Higgins en Blue Island, Illinois, fotografiado en marzo de 2022.

El 8 de diciembre de 2019, una semana después de su cumpleaños número 21, Higgins se encontraba a bordo de un avión privado Gulfstream que volaba desde el aeropuerto Van Nuys en Los Ángeles hasta el Aeropuerto Internacional Midway en Chicago, donde los agentes de la ley esperaban que llegara el avión, ya que habían sido notificados por agentes federales que sospechaban que el avión llevaba armas y drogas mientras el vuelo estaba en ruta. La policía reveló más tarde que encontraron tres pistolas y 32 kg (70 lb) de marihuana en el avión. También declararon que varios miembros del equipo de gestión de Higgins a bordo del vuelo atestiguaron que Higgins había tomado "varias píldoras desconocidas",  incluyendo presuntamente tragar múltiples píldoras de Percocet.
Higgins comenzó a convulsionar, después de lo cual se administraron dos dosis del medicamento de emergencia Narcan como sospecha de sobredosis de opioides. Higgins fue transportado al Centro Médico Advocate Christ en Oak Lawn, donde fue declarado muerto.
El funeral de Higgins se llevó a cabo el 13 de diciembre de 2019 en la iglesia Cathedral Church of God in Christ en Harvey, Illinois.  Asistieron amigos y familiares, incluidos los colaboradores Ski Mask the Slump God y Young Thug.
El 22 de enero de 2020, la autopsia reveló que la convulsión se debió a una sobredosis de Percocet, un analgésico que contiene oxicodona (opioide muy adictivo) y paracetamol, además consumió jarabe para la tos (opioide). Según las primeras investigaciones, la habría ingerido para que la policía aeroportuaria no hallara las pastillas a bordo.

### Reacción
El rapero y amigo cercano Ski Mask the Slump God, con quien colaboró en el sencillo "Nuketown", redactó en Twitter: "They keep taking my brothers from me" (Me siguen quitando a mis hermanos), refiriéndose también a su mejor amigo y colaborador XXXTentacion, quién fue asesinado en junio de 2018.

## Estilo musical
Higgins afirma que sus influencias musicales son de todos los géneros y van desde la música rock y algunos elementos de heavy metal.  Higgins declaró que sus mayores influencias son los raperos Odd Future, Chief Keef, Travis Scott, Kanye West y el cantante de rock británico Billy Idol. Sus otras influencias incluyen Wu-Tang Clan, Fall Out Boy, Black Sabbath, Megadeth, 2Pac, Eminem, Kid Cudi, Bullet for My Valentine y Escape the Fate.
La música de Higgins ha sido calificada como influenciada por el «emo» y «rock» con música centrada en tener «cada corazón roto, cada sentimiento herido».

## Discografía
Álbumes de estudio
- Goodbye & Good Riddance (2018)
- Death Race for Love (2019)
- Legends Never Die (2020)
- Fighting Demons (2021)
- The Party Never Ends (2024)[109]

Mixtape
- 2018: Wrld on Drugs (con Future)

## Filmografía
| Año  | Título                     | Papel                          | Ref.    |
| ---- | -------------------------- | ------------------------------ | ------- |
| 2021 | Juice Wrld: Into the Abyss | Él mismo (material de archivo) | [ 110 ] |

### Redes sociales
- Juice WRLD en X (antes Twitter)
- Juice WRLD en SoundCloud
- Juice WRLD en Facebook
- Juice WRLD en Instagram
- Juice WRLD en Spotify
- Juice WRLD en YouTube.

- Datos: Q52151598
- Multimedia: Juice Wrld / Q52151598